# Friesodielsia calycina
Friesodielsia calycina là loài thực vật có hoa thuộc họ Na. Loài này được (King) Steenis mô tả khoa học đầu tiên năm 1964.